# محمد المقابی
محمد المقابی (انگلیسی: Mohamed Al-Maqabi؛ زادهٔ ۱۴ ژوئیهٔ ۱۹۸۸) بازیکن هندبال اهل بحرین است.